# Сен-Сюльпис-ле-Шан (кантон)
Сен-Сюльпис-ле-Шан (фр. Saint-Sulpice-les-Champs) — кантон во Франции, находится в регионе Лимузен. Департамент кантона — Крёз. Входит в состав округа Обюссон. Население кантона на 2006 год составляло 2086 человек.
Код INSEE кантона 2323. Всего в кантон Сен-Сюльпис-ле-Шан входят 11 коммун, из них главной коммуной является Сен-Сюльпис-ле-Шан.

## Коммуны кантона
- Ар (Крёз) — население 251 чел.
- Баниз — население 155 чел.
- Шамбро — население 114 чел.
- Шавана — население 131 чел.
- Франсеш — население 244 чел.
- Ле-Донзей — население 160 чел.
- Сент-Ави-ле-Повр — население 77 чел.
- Сен-Марсьяль-ле-Мон — население 267 чел.
- Сен-Мишель-де-Вес — население 162 чел.
- Сен-Сюльпис-ле-Шан — население 376 чел.
- Су-Парса — население 149 чел.